# Mestizo
Mestizo és una pel·lícula spaghetti western estrenada en 1966, com a coproducció hispanoitaliana estrenada a Itàlia amb el nom Django non perdona. Fou dirigida per Julio Buchs García i produïda per José Frade.

## Sinopsi
Ambientada al Canadà en 1866. El tramper métis Peter Lembrock es deixa reclutar com a guia de la Reial Policia Muntada del Canadà per localitzar al violador i assassí de la seva germana,. En aquells anys els indis i métis lluiten contra els soldats del govern sota les ordres de Louis Riel. Enamorat de la dona del tinent, és engarjolat per alta traïció. Finalment és salvat per un atac dels indis al fort on era empresonat i aconsegueix castigar el violador de la seva germana.

## Repartiment
- Hugo Blanco: Peter Lembrock
- Gustavo Rojo: Caporal Lex
- Susana Campos: Helen Patterson
- Luis Prendes: Capità Dickinson
- Carlos Casaravilla: Bunny
- Armando Calvo: Lecomte
- Alfonso Rojas: Sergent O'Neil
- Ricardo Canales: Renoir
- Ángel Ortiz: Brandon
- Luis Marin: Tallow
- Milo Quesada: Tinent
- Luis Induni: Bordeaux
- Alfonso de la Vega: Mountie
- Fernando Sánchez Polack: Louis Riel
- Nuria Torray: Paulette Renoir

## Premis
- 1966: Cercle d'Escriptors Cinematogràfics - Millor música per a Antonio Pérez Olea[3]